# Dzieje Jana
Dzieje Jana – apokryficzny utwór, którego tematem jest życie i działalność Jana Ewangelisty w Azji Mniejszej. 
Utwór powstał w drugiej połowie II wieku, najprawdopodobniej w środowisku egipskim. Ze względu na prymitywną teologię przyjmuje się, że autorem był świeżo nawrócony na chrześcijaństwo neofita, gdyż nie zna on różnicy pomiędzy Bogiem Ojcem a Jezusem i nie cytuje ksiąg biblijnych. Pomimo to autor był z pewnością osobą wykształconą, gdyż bardzo dobrze znał i stosował zasady retoryki.
Chociaż tekst Dziejów Jana powstał w środowisku ortodoksyjnym, bardzo szybko włączono do niego elementy gnostyckie (rozdziały 94-102 i 109), pochodzące ze środowiska walentynian. Z powodu wymieszania elementów ortodoksyjnych z gnostyckimi tekst używany był w obu środowiskach. Jako heretyckie potępił je Euzebiusz z Cezarei, podczas gdy Augustyn i Dydym Ślepy cytowali je. Używali ich enkratyści, manichejczycy i pryscylianie.
W VIII wieku zamieszczona w Dziejach Jana historia z portretem stała się jednym z argumentów używanych przez ikonoklastów. Z tego powodu zostały one potępione jako heretyckie na II Soborze Nicejskim i odeszły w zapomnienie.